# Fresh Quota
Fresh Quota è un album rarità del gruppo inglese Status Quo, uscito nel 1981.

## Il disco
Si tratta di un mini album contenente sei tracce (una delle quali, Good Thinking Batman, è una semplice jam session strumentale in chiave blues) incise dalla band tra la fine degli anni sessanta ed i primi anni settanta, mai pubblicate in precedenza.
Il rilascio degli inediti suscita l'interesse del pubblico e il disco ottiene un buon risultato di vendite entrando al n. 36 delle classifiche inglesi.

## Tracce
Lato A
1. Do You Live in Fire - 2:14 - (Lancaster)
2. Time to Fly - 4:17 - (sconosciuto)
3. Josie - 3:37 - (Di Mucci/Fasce)

Lato B
1. Good Thinking Batman (jam)- 3:34 - (sconosciuto)
2. Neighbour Neighbour - 2:43 - (Valier)
3. Hey Little Woman - 3:00 - (Lancaster)

## Formazione
- Francis Rossi (chitarra solista, voce)
- Rick Parfitt (chitarra ritmica, voce)
- Alan Lancaster (basso, voce)
- John Coghlan (percussioni)
- Roy Lynes (tastiere)